# Services du Parlement

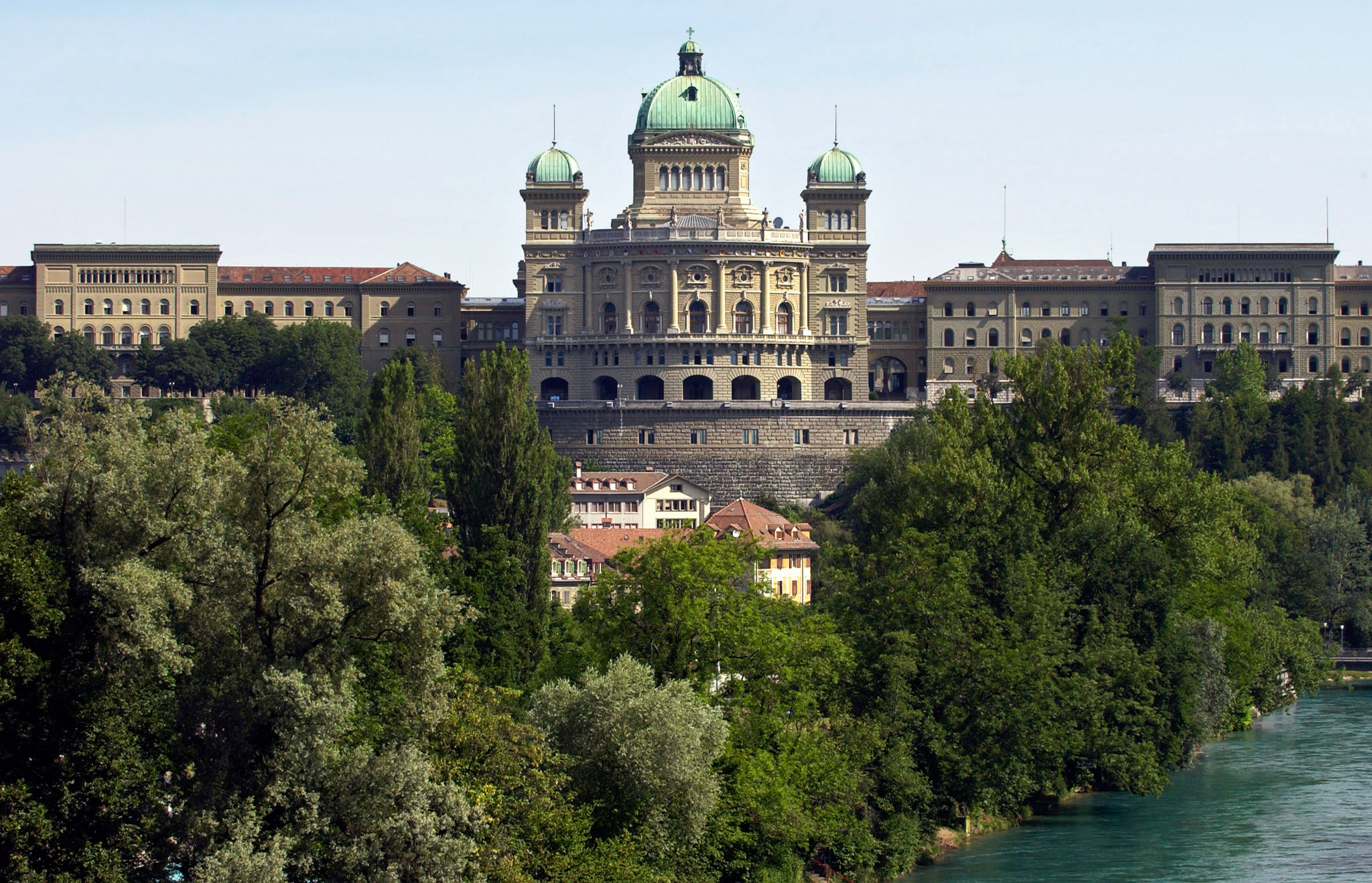
Le Palais fédéral, siège de l'Assemblée fédérale et des Services du Parlement.

Les Services du Parlement constituent l'état-major de l'Assemblée fédérale en Suisse. Ils la soutiennent dans l'exercice de ses attributions.

## Organisation
Les Services du Parlement sont communs aux deux chambres de l'Assemblée fédérale.
Ils sont dirigés par le secrétaire général de l’Assemblée fédérale. Depuis 2013, cette fonction est assurée par Philippe Schwab. Il est assisté dans sa tâche par les sept autres membres de la Direction. Les Services du Parlement sont soumis à la surveillance de la Délégation administrative, composée de trois parlementaires membres du bureau du Conseil national et de trois parlementaires membres du bureau du Conseil des États,.
Les Services du Parlement sont organisés en cinq secteurs :
- État-major, qui regroupe le secrétariat du Conseil national, le secrétariat du Conseil des États, le service juridique, le secrétariat central, le secrétariat des commissions de gestion, le secrétariat des commissions des finances et le Contrôle parlementaire de l'administration.
- Information, qui regroupe le service d’information et de rédaction, le service des publications et de la production, le service des visites et événements et le Bulletin officiel.
- International et plurilinguisme, qui regroupe le secrétariat des commissions de politique extérieure, les secrétariats des délégations auprès d’assemblées parlementaires internationales, les délégations chargées des relations avec les parlements d’autres États, le service du protocole et des voyages, le secrétariat de langue italienne, ainsi que le service de traduction et le service des interprètes.
- Commissions et recherches, qui regroupe les secrétariats des commissions (à l’exception des commissions de politique extérieure, de gestion et des finances), la Bibliothèque du Parlement et le centre de compétence pour les dépliants.
- Infrastructures et sécurité, qui regroupe le service chargé de la sécurité, le service chargé de l’exploitation des infrastructures et les huissiers ainsi qu’un pool d’assistance[De quoi ?].

En outre, le domaine prestations numériques est transversal à toute l’organisation. Il gère les infrastructures informatiques et fournit ses prestations tant aux collaborateurs des Services du Parlement qu’aux membres du Parlement.

## Tâches
Les tâches des Services du Parlement sont définies à l’article 64 de la loi sur l’Assemblée fédérale (RS 171.10).
Le soutien que les Services du Parlement apportent à l'Assemblée fédérale prend diverses formes. Le secrétariat du Conseil national et le secrétariat du Conseil des États planifient et organisent les quatre sessions ordinaires annuelles, auxquelles s'ajoutent d'éventuelles sessions spéciales et extraordinaires. Ils soutiennent également les membres de la présidence et du bureau de chaque conseil. Le secrétariat central enregistre entre autres les objets parlementaires.[réf. souhaitée]
Tout au long de l'année, les secrétariats des commissions législatives et de surveillance organisent les séances des commissions et en préparent le contenu. Ils veillent au respect des procédures parlementaires lors de l’examen des objets. Quant au centre de compétences pour les dépliants, il réalise des tableaux synoptiques des projets de lois traités en commissions et dans les conseils.[réf. nécessaire]
Le Bulletin officiel rédige les procès-verbaux des séances de commissions et transcrit l’intégralité des délibérations des conseils. Lors des sessions, il rend ces transcriptions accessibles au public sur le site internet du Parlement au fur et à mesure des débats.
Le service de traduction s’assure que les documents distribués aux parlementaires ainsi que les informations au public soient disponibles en allemand et en français. La traduction italienne est en revanche assurée par la Division italienne de la Chancellerie fédérale qui, en vertu de l’article 12 alinéa 3 de l’ordonnance sur les services linguistiques, exerce la fonction de service linguistique italien de l’Assemblée fédérale. Au Conseil national, des interprètes traduisent simultanément les délibérations en allemand, français et italien.
Le contrôle parlementaire de l’administration (CPA) est le service d’évaluation de l’Assemblée fédérale. Sur mandat des Commissions de gestion, il réalise entre autres des études concernant la légalité, l’opportunité et l’efficacité des activités des autorités fédérales.
Dans le domaine de l'information, la Bibliothèque du Parlement met de la documentation à disposition des parlementaires et assure pour eux un suivi de l'actualité. Le service d’information répond aux demandes des médias et coordonne la communication des Services du Parlement. Ceux-ci informent également le public sur l'Assemblée fédérale et ses travaux, sur internet, en organisant des visites guidées du Palais fédéral et lors de certaines manifestations. Ils assurent la retransmission en direct des sessions parlementaires sur le site du Parlement. 
Le secteur Infrastructures & Sécurité veille à ce que les infrastructures dont l'Assemblée fédérale dispose soient adaptées, notamment le Palais fédéral, dans lequel elle siège. Les huissiers, reconnaissables à leur uniforme vert, sont à la disposition des députés pour leur rendre des services. Ils accompagnent également les présidents des conseils lors des manifestations publiques.

## Histoire
La Constitution fédérale de 1848 prévoit un seul secrétariat pour le Conseil fédéral et le Parlement: la Chancellerie fédérale. Le chancelier de la Confédération assume la fonction de secrétaire du Conseil national jusqu’en 1920 et le vice-chancelier celle de secrétaire du Conseil des États jusqu’en 1980.[réf. nécessaire]
Le secrétariat de l’Assemblée fédérale est institué pour la première fois en 1919, dans la loi fédérale concernant l’organisation de la chancellerie fédérale. Il est alors un service de la Chancellerie fédérale. Il est inscrit en 1962 dans la nouvelle loi sur les rapports entre les conseils.
Dans les années 1960, en conséquence de l'affaire des Mirages, plusieurs voix s'élèvent en faveur de Services du Parlement indépendants de l'exécutif. À la suite de ces débats, l’Assemblée fédérale se dote en 1967 d’un service de documentation et d’un secrétariat permanent des Commissions de gestion. Petit à petit, les Services du Parlement se détachent de la Chancellerie d'un point de vue fonctionnel. L’arrêté sur les Services du Parlement du 9 mars 1972 précise que « dans l’exercice de leurs fonctions, les Services du Parlement sont indépendants du Conseil fédéral et de la Chancellerie fédérale ». Ils restent toutefois juridiquement subordonnés à la Chancellerie.
Dès 1988, les Services du Parlement ont leur propre organe de direction : la Délégation administrative. Elle est composée du président et des deux vice-présidents de chacun des deux conseils. Le secrétaire de l'Assemblée fédérale est encore élu par le Conseil fédéral et le vice-chancelier remplit également la fonction de secrétaire du conseil des États. Le contrôle parlementaire de l’administration est créé en 1990, avec la tâche d’«examine[r], sur mandat particulier des commissions de gestion, les tâches de l'administration, leur accomplissement et les effets découlant de l'activité des autorités et de l'administration ».
La séparation des Services du Parlement de la Chancellerie est officiellement consacrée en 1999 avec l'adoption de la nouvelle Constitution. À l'article 155, elle établit que les Services du Parlement sont subordonnés directement à l'Assemblée fédérale. Depuis, ils sont indépendants de l'administration fédérale, mais peuvent faire appel à ses services dans la mesure où l’exercice de leurs attributions l’exige. Ils peuvent par exemple demander des informations précises sur les affaires de la Confédération.
Depuis 1919, l’Assemblée fédérale a connu sept secrétaires généraux et deux secrétaires générales :
- Philippe Schwab (depuis 2013)
- Christoph Lanz (2008-2013)
- Mariangela Wallimann-Bornatico (1999-2008)
- Annemarie Huber-Hotz (1992-1999)
- Jean-Marc Sauvant (1981-1992)
- Alois Pfister (1969-1981)
- Hans Brühwiler (1954-1969)
- Frédéric Geissbühler (1940-1954)
- Fritz Gygax (1919-1940)

## Liens
- Site officiel
- Notices d'autorité :   - LCCN
  - GND
  - Israël
  - WorldCat